# Paloma Barredo
Paloma Barredo de Valenzuela Álvarez (Madrid, 31 de agosto de 1962) es una política española, directora general de Formación del Servicio Público de Empleo de Castilla-La Mancha (SEPECAM) y candidata a la Alcaldía de Toledo por el Partido Popular en las elecciones locales del 22 de mayo de 2011. Está casada y tiene dos hijos.

## Biografía

### Primeros años
Nacida el 31 de agosto de 1962 en Madrid, se licenció en Psicología, con la especialidad de Psicología Clínica y máster en Drogodependencias por el Instituto Complutense de Drogodependencias. Hasta 2007 ejerció de psicóloga clínica en la Unidad de Drogodependencias de la Diputación de Toledo y de coordinadora de la Provincia de Toledo del Grupo de Intervención Psicológica en Emergencia y Catástrofes de Castilla-La Mancha.

### Inicios políticos
En mayo de 2007 es elegida concejal del Ayuntamiento de Toledo, donde poco más tarde fue nombrada portavoz del Grupo Municipal Popular en la corporación 2007-2011.
En el 11.º Congreso Regional del Partido Popular de Castilla-La Mancha (PP-CLM), celebrado en Albacete en julio de 2008, es designada secretaria de Formación de los populares castellano-manchegos.
Desde diciembre de 2008, es coordinadora de Política Social en el Comité Ejecutivo Provincial del PP de Toledo al ser elegida en el 11.º Congreso Provincial del Partido Popular toledano.

### Candidatura a la Alcaldía de Toledo
El 16 de enero de 2011, es propuesta por María Dolores de Cospedal como candidata del Partido Popular a la alcaldía de Toledo para las elecciones municipales del 22 de mayo de 2011, en las cuales se enfrentó al actual alcalde - el socialista - Emiliano García-Page.
Tras no alcanzar la victoria en los comicios locales de 2011, obteniendo un 42,4% de porcentaje de voto y 11 de los 25 concejales en el pleno de la Corporación Municipal, continuó ejerciendo como portavoz del Grupo Municipal Popular de Toledo.

### Directora general de Formación del SEPECAM
Tras la victoria del PP en las elecciones autonómicas de mayo de 2011, es nombrada directora general de Formación del Servicio Público de Empleo de Castilla-La Mancha (SEPECAM) por la presidenta de la Junta de Comunidades de Castilla-La Mancha, María Dolores de Cospedal, renunciando a su acta de concejal en el Ayuntamiento de Toledo.